# Radoslav Rančík
Radoslav Rančík, né le 6 octobre 1979 à Košice, en Tchécoslovaquie, est un joueur slovaque de basket-ball, évoluant au poste d'ailier fort.

## Carrière
Après sa sortie de l'université américaine de St. Cloud State University (NCAA II) en 2002, Radoslav Rančík s'engage avec le club croate de Istra Pula. En mars 2003, il rejoint le CSP Limoges inaugurant ainsi sa période française. En effet, entre 2003 et 2005, il porte successivement les couleurs des clubs de Paris, Châlons et Évreux. Il est d'ailleurs champion de France Pro B avec Châlons-en Champagne en 2004 et vice-champion de France Pro B l'année suivante avec Évreux perdant la finale à Bercy contre l'Étendard de Brest. Il rejoint ensuite le club de Nymburg en République tchèque gagnant le championnat tchèque à trois reprises (2006, 2007 et 2008). Après un passage par l'Italie avec le Benetton Trévise, il joue deux ans en Turquie sous les couleurs de Galatasaray, puis à Marioupol en Ukraine. En septembre 2012, il retourne dans son pays natal à l'Inter Bratislava avant de finalement signer à Nymburg en République tchèque, le 12 octobre 2012. Il rajoute un quatrième titre de champion de République tchèque ainsi qu'une troisième coupe nationale de République tchèque à son palmarès à l'issue de la saison 2012-2013.

## Clubs Successifs
- 2002 - 2003 :  Istra Pula (D2)
- 2003 :  CSP Limoges (Pro A)
- 2003 :  Paris Basket Racing (Pro A)
- 2003 - 2004 :  ESPE Châlons en Champagne (Pro B)
- 2004 - 2005 :  ALM Évreux Basket (Pro B)
- 2005 - 2008 :  CEZ Nymburg (D1)
- 2008 - 2009 :  Benetton Trévise (LegA)
- 2009 - 2011 :  Galatasaray (D1)
- 2011 - 2012 :  Azovmach Marioupol (D1)
- 2012 :  Inter Bratislava (Extraligue) (2 matchs)
- 2012 - 2015 :  CEZ Nymburg (D1)
- depuis 2015 :  Inter Bratislava (Extraligue)

## Palmarès
- Champion de France Pro B 2004 (Châlons en Champagne)
- Vice champion de France Pro B 2005 (ALM Evreux Basket)
- Champion de République tchèque 2006, 2007, 2008, 2013, 2014 (CEZ Nymburg)
- Coupe nationale de République tchèque 2007, 2008, 2013, 2014 (CEZ Nymburg)
- Vice champion de Turquie 2010 (Galatasaray)